# Pablo Ganet
Pablo Ganet Cómitre (Málaga, 4 de noviembre de 1994) es un futbolista hispano-ecuatoguineano que juega como centrocampista para el Persita Tangerang de la Superliga de Indonesia y la selección de Guinea Ecuatorial.

## Trayectoria
Aunque nació en España, debido a la emigración de su padre (natural de Malabo, Guinea Ecuatorial), tiene la doble nacionalidad ecuatoguineana y española. Se formó en el Málaga C. F., Fuengirola - Los Boliches y Real Betis.
En la temporada 2014-15 debutó en la Tercera División en las filas de la U. D. San Sebastián de los Reyes. En la siguiente temporada firmó por el Arroyo Club Polideportivo.
En verano de 2016 se comprometió con el Algeciras Club de Fútbol, en el que jugó durante campaña y media antes de marcharse en enero de 2018 al Ittihad Tanger marroquí. A mitad de año se fue al San Roque de Lepe antes de regresar al Algeciras Club de Fútbol, con el que logró el ascenso a Segunda División B en el curso 2019-20.
En agosto de 2020 inició una aventura asiática, primero en el Kazma Sporting Club, un club de la Liga Premier de Kuwait, y posteriormente en el Saham Club de Omán. En julio de 2021 regresó a España para jugar en el Real Murcia Club de Fútbol.
El 25 de agosto de 2023, tras dos años y más de 60 partidos, llegó a un acuerdo con el conjunto pimentonero para rescindir su contrato. Al día siguiente se hizo oficial su fichaje por el C. D. Alcoyano, donde compitió durante la temporada 2023-24 antes de incorporarse a la A. D. Mérida en julio de 2024.
El 11 de julio de 2025, firmó por el Persita Tangerang.

## Selección nacional
Ha sido convocado por la selección de fútbol de Guinea Ecuatorial por primera vez en ocasión de la Copa Africana de Naciones 2015, debutando el 17 de enero de ese año en el partido inaugural contra Congo, que concluyó en empate (1:1). 

## Estadísticas
| Club                                      | Temporada           | Liga       | Liga  | Copa       | Copa  | Total      | Total |
| Club                                      | Temporada           | P. Jugados | Goles | P. Jugados | Goles | P. Jugados | Goles |
| ----------------------------------------- | ------------------- | ---------- | ----- | ---------- | ----- | ---------- | ----- |
| Atlético Malagueño · España               | 2013/14             | 24         | 3     | 0          | 0     | 24         | 3     |
| U. D. San Sebastián de los Reyes · España | 2014/15             | 16         | 0     | 0          | 0     | 16         | 0     |
| Arroyo Club Polideportivo · España        | 2015/16             | 27         | 6     | 0          | 0     | 27         | 6     |
| Algeciras Club de Fútbol · España         | 2016/17             | 35         | 8     | 0          | 0     | 35         | 8     |
| Algeciras Club de Fútbol · España         | 2017/18             | 15         | 2     | 0          | 0     | 15         | 2     |
| IR Tanger Marruecos                       | 2017/18             | 0          | 0     | 0          | 0     | 0          | 0     |
| San Roque de Lepe · España                | 2018/19             | 21         | 5     | 0          | 0     | 21         | 5     |
| Algeciras Club de Fútbol · España         | 2018/2019           | 18         | 2     | 0          | 0     | 18         | 2     |
| Total en su carrera                       | Total en su carrera | 156        | 26    | 0          | 0     | 156        | 26    |